# Hengtong
Hengtong ist ein chinesischer Strom- und Glasfaserkabelhersteller. Laut des Marktforschungsunternehmen Integer gehörte es 2017 zu den Top 100 Global Wire & Cable Producers. In diesem Ranking war er der einzige chinesische Kabelhersteller in den Top 10.
Zwischen 2008 und 2012 hatte er einen Umsatzwachstum von 46,5 Prozent.
Hengtong wurde 1993 als chinesisch-japanisches Joint Venture Wujiang Miaodu Optical Cable gegründet. Seit 2003 werden die Aktien der Hengtong Optic-Electric Company an der Shanghai Stock Exchange gehandelt.
Gemeinsam mit der Leoni-Tochter j-fiber gründete Hengtong das Joint Venture j-fiber Hengtong GmbH zur Produktion von Singlemode-Fasern in Deutschland.